# 耶希利
耶希利是土耳其的城鎮，位於該國東南部，由馬爾丁省負責管轄，該鎮在十六世紀成為奧托曼帝國的一部分，面積48平方公里，2008年人口15,533。

## 外部連結
- Yeşilli homepage （页面存档备份，存于）